# حريق دولار ريدج
حريق دولار ريدج كان حريق هائل اندلع في غابة أشلي الوطنية في ولاية يوتا بالولايات المتحدة خلال يوليو 2018. وأحرق 68869 فدانًا (279 كم 2)، مما جعله ثاني أكبر حريق هائل في موسم حرائق الغابات في ولاية يوتا 2018. دفعت الحرائق إلى إخلاء 200-300 شخص ودمرت أو ألحقت أضرارًا بـ 80 منزلاً وما يقرب من 400 مقطورة وسقيفة ومركبات.

## الأحداث
بدأ حريق دولار ريدج في ملكية خاصة حوالي الساعة 1:00 مساءً بتوقيت الجبل الصيفي في 1 يوليو 2018. بحلول المساء نما إلى 7000 فدان (28 كم 2). استمر الحريق في النمو إلى 30000 فدان (121 كم 2) في 2 يوليو، مما أدى إلى إخلاء 200-300 منزل. تم إنشاء مراكز الإجلاء التابعة للصليب الأحمر في كنيسة فرويتلاند لكنيسة يسوع المسيح لقديسي الأيام الأخيرة ومدرسة دوشينسي الثانوية.
بحلول 3 يوليو تم تخصيص 191 عنصر إطفاء وطائرتي هليكوبتر لإطلاق النار، لكن الظروف الخطرة حدت من قدرتهم على الاستجابة للنيران المتزايدة بسرعة. دفع الموقف المتصاعد إلى إخلاء حيين آخرين في 4 يوليو، ووصل فريق إدارة الحوادث من النوع الأول (IMT) لتولي إدارة الحريق.
خلال الأيام القليلة التالية نجح رجال الإطفاء في إبطاء نمو الحريق بدعم من الموارد الجوية، والتي تضمنت في هذه المرحلة طائرات سوبر سكوبر. حدثت نقطة تحول في 7 يوليو عندما ساعد الغطاء السحابي والأمطار الخفيفة على تخفيف نشاط الحريق، مما أدى إلى احتواء 30٪ من الحريق. استمر الطقس المواتي في مساعدة رجال الإطفاء خلال الأيام العديدة التالية، مع زيادة الاحتواء إلى 60٪ بحلول 11 يوليو مما سمح للمسؤولين المحليين بإلغاء بعض أوامر الإخلاء.
مع استمرار تضاؤل نشاط الحرائق تم إطلاق سراح رجال الإطفاء والموارد الأخرى أو إعادة تعيينهم. تم تخفيض مستوى إدارة الحريق إلى النوع 2 IMT في 18 يوليو، وتم رفع أوامر الإخلاء المتبقية في 22 يوليو. ومع ذلك استمر الجزء الجنوبي الغربي من محيط الحريق في إثبات أنه يمثل مشكلة بسبب عدم إمكانية الوصول إلى تضاريسه. تم قياس الاحتواء بنسبة 93٪ في 23 يوليو، ولكن تم تخفيضه لاحقًا خلال الأسبوع الأول من أغسطس إلى 90٪. تم تخفيض مستوى إدارة الحرائق مرة أخرى إلى النوع 3 IMT قبل إعادته إلى الموظفين المحليين. تم نشر التحديث النهائي للحادث في 31 أغسطس، وتشير التقارير اللاحقة إلى أن الاحتواء الكامل قد تم أخيرًا في أكتوبر 2018.

## التأثير
أحرق حريق دولار ريدج 68،869 فدانًا (279 كيلومترًا مربعًا) من الأراضي وتسبب في خسائر فادحة في الممتلكات، ودمر 74 منزلًا وألحق أضرارًا بـ 6 منازل أخرى. بالإضافة إلى ذلك تم تدمير 131 مقطورة معسكر و81 مقطورة خدمات و158 سقيفة و25 مركبة. وتسبب تدفق الحطام الناجم عن عواصف أواخر الصيف في المناطق المحترقة في مزيد من الأضرار التي لحقت بالممتلكات في وقت لاحق.
بالإضافة إلى ذلك دمر جريان الرماد الناتج عن الحريق مصايد نهر الفراولة الشهيرة ومن المتوقع أن يكون له تأثير على إمدادات المياه البلدية. بدأ قسم يوتا لموارد الحياة البرية جهود استعادة الموائل في نوفمبر 2018 ، مع تركيز جهودهم على حوض النهر. يقدر مسؤولو الإدارة أن الأمر سيستغرق 3-5 سنوات حتى تمتلئ النباتات مرة أخرى وتعافي مجموعات الأسماك من آثار الحريق.
يُعتقد أن الحريق ناتج عن نشاط بشري، ولكن لم يتم تحديد السبب الدقيق أبدًا.